# Ida Bauer
Ida Bauer (Viena, Àustria, 1 de novembre del 1882 - Nova York, Estats Units, 1945) fou una ciutadana austríaca coneguda per haver estat una de les primeres pacients analitzades per Sigmund Freud, amb el seu mètode psicoanalític. Freud publicaria el seu cas posteriorment sense el seu consentiment, i això provocà la indignació de la comunitat mèdica vienesa. Per raons de confidencialitats, Freud n'alterà algunes dades, va disfressar d'altres i feu servir el pseudònim Dora en comptes del nom real de la pacient.
Ida Bauer és també coneguda per ser la germana del líder parlamentari i ministre d'assumptes exteriors de la primera república austríaca Otto Bauer.
El 1903 es casà amb Ernest Adler, i varen tenir un fill: Kurt-Herber.

## Historial clínic delCas Dora
Ida Bauer ha passat a la posteritat com un dels primers i més paradigmàtics casos clínics a la història de la psicoanàlisi. Més coneguda com a Dora, fou tractada el 1900 pel llavors desconegut psiquiatre vienès Sigmund Freud, després d'uns mesos, des de la publicació de la seva obra seminal La interpretació dels somnis. Freud publicà el seu cas clínic cinc anys més tard, el 1905, amb el títol Anàlisi Fragmentària d'un Cas d'Histèria. Cas Dora. Freud la diagnosticà com un cas de petite hystérie i feu servir el seu mètode psicoanalític (que llavors estava a la seva primera fase de desenvolupament) per intentar alliberar-la dels seus símptomes somàtics i psíquics, essent aquests «dispnea, tos nerviosa, afonia, migranyes, depressió d'ànim, excitabilitat histèrica i pretenent taedium vitae». El tractament començà l'octubre del 1900 i fou conclòs abruptament per la mateixa pacient el 31 de desembre del mateix any.

## El descobriment de la transferència
La narració del tractament psicoanalític de Dora és interessant, perquè Freud hi descobrí la transferència. Pensà que l'anàlisi de Dora confirmaria les seves opinions sobre l'origen sexual dels símptomes histèrics i del paper que juguen els somnis a representar aquests símptomes. Tanmateix, quan tot semblava desenvolupar-se com Freud havia previst, Dora abandonà abruptament el tractament. D'aquest fracàs terapèutic va extreure'n Freud, tanmateix, valuosos descobriments. En analitzar el cas a posteriori, Freud fou prou intuïtiu per assabentar-se que una resistència en connexió amb un procés de transferència havia estat operant sense que ell ho hagués notat. Freud va concloure que, si hagués identificat aquest obstacle a temps, hauria estat capaç d'interpretar-lo i, per tant, hauria previngut la interrupció de l'anàlisi. D'aquest mode, Freud afirmà que «la transferència, destinada a ser el major obstacle de la psicoanàlisi, es converteix en el seu més poderós auxiliar quan el metge aconsegueix esbrinar-la i traduir-la-hi, al malalt». El complicat concepte de la transferència continuà essent un objecte de posterior desenvolupament per a Freud a les seves següents obres.